# XIX Congresso del Partito Comunista dell'Unione Sovietica
Il XIX Congresso del Partito Comunista dell'Unione Sovietica (PCUS) si svolse a Mosca dal 5 al 14 ottobre 1952.
Vi presero parte 1359 delegati, 1192 dei quali con voto deliberativo e 167 con voto consultivo.
Fu l'ultimo Congresso presenziato da Stalin e il primo dopo la seconda guerra mondiale. Si tenne ben tredici anni dopo il precedente, concludendo quello che era stato il più lungo periodo senza congressi nella storia del partito.
Il partito stesso fu nell'occasione ridenominato da "Partito Comunista di tutta l'Unione (bolscevico)" alla forma definitiva di PCUS. L'assemblea ne riorganizzò, inoltre, la struttura degli organismi dirigenti. Fu infatti soppresso il Politburo ed al suo posto fu istituito il Praesidium del Comitato centrale, così come cessò di operare l'Orgburo, le cui funzioni furono assorbite dalla Segreteria.
Il Congresso elesse il Comitato centrale del partito, composto da 125 membri effettivi e 111 candidati.